# Kiskundorozsma
Kiskundorozsma egykor önálló község Csongrád-Csanád vármegyében, 1973 óta Szeged városrésze. (Népessége: kb. 15 000 2021-es adatok alapján, 2015-ben 13 111 volt)

## Fekvése
Szeged közigazgatási területének északnyugati részén helyezkedik el, lakott területét ma nyugat felől az M5-ös, észak felől az M43-as autópálya, kelet felől az 5-ös és az 502-es főút, dél felől pedig az 55-ös főút határolja. Központján nyugat-keleti irányban az 5408-as út halad végig, emellett érinti még az 5405-ös út és az 5428-as út is.
A hazai vasútvonalak közül a Cegléd–Szeged-vasútvonal érinti, melynek egy megállási pontja van itt, Kiskundorozsma vasútállomás a belterület keleti szélén, az 5408-as út vasúti keresztezése közelében.

## Története

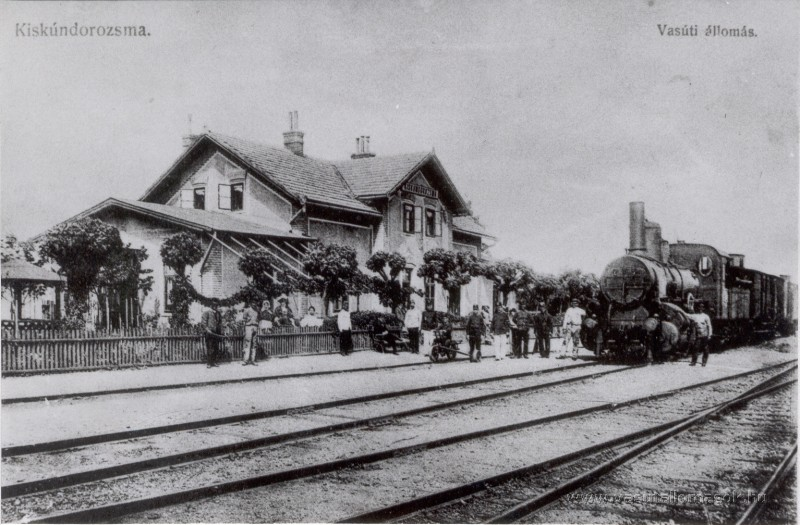
Kiskundorozsma vasútállomás (19. század vége)

Dorozsma nevét 1237-ben említette először oklevél Durusma, Drusma alakban írva.
Valamikor ősrégi halásztanya volt. Az ősbirtokos Durusma család bencés monostort alapított itt, amely  egyben nemzetségi monostoruk is volt. Dorozsma a tatárjárás idején elpusztult, 1300 körül újra benépesült.
1478-ban már kőből épült temploma volt, ezt azonban a törökök lerombolták. 1719-ben ismét betelepítették, főként jász családokkal. Először a szegedi ferencesek látták el a hívek gondozását, majd 1725-ben megalakult a plébánia.
II. József magyar király 1783-1784-ben készített katonai felvételi lapjain Kiskundorozsma Üllés területén lévő legelőkön nagyszámú pásztorszállás és csordakút szerepel. Az ekkor készült népesség-összeírás során egyúttal 230 külterületi házat számláltak össze, ami a tanyavilág megjelenését mutatja. A feljegyzések szerint a zab és árpa termesztés és legeltetés volt a vidék jellemzője. A települést 1831 augusztusában kolerajárvány sújtotta.
A városi tanács 1853-ban tárgyalta a közlegelők felosztásának lehetőségét, ám ekkoriban még hatalmas gulyákat hizlaltak a legelők. 1854-ig a helyi elöljáróság tiltani igyekezett a tanyákon a tartós kinnlakást: 25 pálcaütést helyezett kilátásba,  rendelkezett hogy a talált szőlőket pusztítsák el, és a sertéseket hajtsák el. Végül 1856-ban a Seregélyes dűlőben egy átalakított csőszházban kezdte meg működését az első kiskundorozsmai külterületi iskola. Röviddel ezután, a kiterjedt tanyavilágban elsőként 1858-ban magánfelajánlásból épült fel  Dudáskápolna, a későbbi Kistemplomtanya a mai Bordány területén.
Kiskundorozsma 1876-ig a Kiskunság része volt, akkor csatolták Csongrád vármegyéhez, elszakítva ezzel a Kiskunságnak Pest-Pilis-Solt-Kiskun vármegyéhez csatolt többi részétől. 1879-ben a nagy tiszai árvíz Szegeddel együtt Dorozsmát is elöntötte.
1881-ben készült el "Dorozsma nagyközség Csongrád megyében" címmel a 90 szelvényből álló kataszteri térkép. A tulajdonviszonyok végleges rendezéséhez a korábbi közlegelők és közterületek felosztása 1898-99-ben valósult meg. Ekkor sok tanya körül törpebirtokok alakultak, míg a módosabbak a személyes jussok felvásárlásával nagybirtokokat alakítottak. Vita esetén sorshúzással döntöttek. A jogi rendezés a külterületi építkezés fellendülését egyúttal a külterületi lakosság számának gyors gyarapodását is eredményezte.
Az  1920-as évektől a nagybirtokok húzóágazata a szőlőtermesztés és borkészítés lett.  A Wolf birtok és Bohn-szőlőgazdaság szőlőnemesítésben országos rangot szereztek, külföldi megrendeléseket is teljesítettek. 1929 szeptemberében a prosperáló Gazdakör Árpádközponton (az egykori Göbölyjáráson)  országos mezőgazdasági, kisipari és kulturális kiállítást és vásárt rendezett 293 kiállítóval, melyre nagyjából 3000 látogató érkezett közelről és távolról.
1945-ben 106 kiskundorozsmai család költözött a Baranya vármegyei Mágocsra az akkor kitelepített németek házaiba. 1950-ig járási székhely volt, amikor a közeli Szeged vette át a szerepét. A települést végül 1973-ban Szegedhez csatolták. Dorozsmának rendkívül kiterjedt pusztái is voltak, melyek területéből alakult ki a mai Üllés 1948-ban, Bordány, Forráskút és Zsombó községek pedig 1950-ben.

## A szélmalom
Nem fúj a szél, nem forog a dorozsmai szélmalom

A malomba' fogadtál te hű szerelmet angyalom.

De megcsaltál, mással éled világod,

Tán most csókolt meg a rózsád, hogy a malom megállott.
Rágondolok, mikor nékem a szívedet hazudtad,

Hej, fogadni a szerelmet, hűtlen, csalfa, de tudtad.

A te álnok szívedet megátkozom,

Szélvész támad, megindult a dorozsmai szélmalom.
Az első szélmalom 1801-ben épült egy dombra, hogy a szél könnyebben meghajthassa vitorláit. A tanyavilágban a szétszórtan élő emberek szívesen gyűltek össze a malomban, hogy eszmét és híreket cseréljenek egymással. Sokszor a leányválasztás is a malomban történt. 1905-ben már 23 szélmalom állt Kiskundorozsmán. A legtovább kitartó és ma is látható malmot Czékus Andor építette 1821-ben. 1920-ig gabonát, utána takarmányt őröltek benne.
1966. november 25-én kisajátították, a tervbe vett felújítás, tatarozás halasztódott, míg végül egy csapadékos reggelen a szélmalom összeroskadt, s Dorozsma utolsó szélmalma is elpusztult. Az Országos Műemléki Felügyelőség úgy határozott, az épületet eredeti anyagok felhasználásával renoválja. Az újjáépítés 1972 őszén kezdődött. A malom egyes elemei felcímkézve egy melléképületben várták, hogy összeillesszék őket. A helyreállítás 1973 tavaszán fejeződött be.
2005. június 9-én reggel a folyamatos esőzések hatására ismét elpusztult a malom. A malom falának északi oldalán több négyzetméteres faldarab leomlott. 2006 augusztusában megkezdődött az újjáépítés a Kincstári Vagyoni Igazgatóság megrendelésére. A munkálatok 2006. december 18-ra elkészültek és a felújított malomépület átadása december 20-án, ünnepélyes keretek között megtörtént. A húszmillió forintért felújíttatott szélmalom kipróbálásakor megroppant egy meghagyott régi tetőgerenda.

## Dorozsma az irodalomban
- Kiskundorozsma a címadó helyszíne Móra Ferenc A dorozsmai varjú című elbeszélésének

## Dorozsma a zenében
- Dorozsmán játszódik Ábrahám Pál legendás operettje, a Viktória
- Erdélyi Mihály A dorozsmai szélmalom operettjének egyik örökzöld slágere a "Künn a dorozsmai határban"

## Strand
- Sziksósfürdői Strand

## Nevezetes szülöttei és lakói
- Itt született Jerney János (1800–1855) őstörténész, nyelvtörténész, jogász.
- Itt született Ocskó Lajos (1887–1946) piarista szerzetes, egyházi író.
- Itt született Kispéter András (1925–) irodalomtörténész, kritikus.
- Itt született Baranyay László (1946–) zongoraművész és -tanár.
- Itt született Diskay Lenke (1924–1980) grafikus
- Itt született Vass Mátyás (1837-1903) pedagógus, író, újságíró.